# 胍甲酸叔丁酯
胍甲酸叔丁酯是一种酯类有机物，化学式为C6H13N3O2。它可由盐酸胍、氢氧化钠和焦碳酸二叔丁酯反应制得。
它和4-溴苯甲腈在催化下反应，可以得到1-(4-氰基苯基)-3-叔丁氧羰基胍。它和3,4-二氢吡啶甲酸叔丁酯、溴在二甲基甲酰胺/乙腈中反应，可以得到3a,4,5,6,7,7a-六氢-3H咪唑并[4,5-b]吡啶-2-胺。